# Isidor Marí Mayans
Isidor Marí Mayans (Ibiza, 4 de abril de 1949) es un profesor y lingüista español, de origen balear.

## Biografía
Marí se licenció (1972) en Filología Catalana por la Universidad de Barcelona y empezó su carrera académica como profesor de la Facultad de Filosofía y Letras de la Universidad de las Islas Baleares, entre 1972 y 1980, donde dirigió el Departamento de Lengua y Literatura Catalanas e intervino directamente en la incorporación de la lengua catalana al sistema educativo de las Islas Baleares. Al principio, sus intereses se dirigieron hacia la cultura popular, pero posteriormente su actividad se centró en la sociolingüística y la planificación lingüística.
Del 1980 al 1996, trabajó en el Departamento de Cultura de la Generalidad de Cataluña, como jefe del Servicio de Asesoramiento Lingüístico (1980-1988) y como subdirector general de Política Lingüística (1989-1996). Entre otros proyectos, promovió el curso Digi, digi... y el Centro de Terminología TERMCAT, que dirigió de 1988 a 1997. Desde 1989 es miembro de la Sección Filológica del Instituto de Estudios Catalanes. En 1996 pasó a trabajar por la Universidad Abierta de Cataluña como director de los estudios de Humanidades y Filología. En 2007 recibió el premio Lupa de Oro de la Asociación de sociolingüistas de lengua catalana. Del 2010 al 2014 fue presidente de la Sección Filológica del Instituto de Estudios Catalanes, la academia de la lengua catalana.

### Cantautor
También tiene una faceta como músico: fue integrante de los grupos de música Isidor y Joan (1965-1966), Uc (1974-1985) y, desde 1999, de Falsterbo Marí. También ha actuado en solitario.

## Obra

### Escritos
- 1981: L'estandardització de la llengua catalana. Perspectives actuals
- 1984: La nostra pròpia veu
- 1991: El debat autonòmic a les Illes durant la Segona República (amb Guillem Simó Roca)
- 1992: Un horitzó per a la llengua
- 1992: Les illes oblidades (editor)
- 1993: Conocer la lengua y la cultura catalanas
- 1996: Plurilingüisme europeu i llengua catalana
- 2001: La cultura a Eivissa i Formentera (segles XIX i XX)
- 2002: Una política intercultural per a les Balears?

En obras colectivas
- 1983: Registres i varietats de la llengua, COM ensenyar català als adults, 3, 27-37.
- 1986: Sobre l'estàndard i l'ensenyament del català, COM ensenyar català als adults. 12, Barcelona, Generalidad de Cataluña, 23-25.
- 1987: Noves consideracions sobre l'estàndard, COM, 15, 23-25.
- 1987: Varietats i registres en la llengua dels mitjans de comunicació de masses, en las Actes de les Segones Jornades de la Llengua Normativa. Barcelona, Publicacions de l'Abadia de Montserrat, 9-30.
- 1990: Consideracions prèvies per a la difusió d'un model lingüístic als mitjans de comunicació, en La llengua als mitjans de comunicació. València, Antoni Ferrando (ed.). Inst. Filologia Valenciana, 17-24.
- 1992: Estat d'elaboració dels registres, en las actas del II Congrés Internacional de la Llengua catalana, IV, àrea 3. Lingüística Social. Palma, Universidad de las Islas Baleares.
- 1999: La planificació lingüística, en El català. Un debat a finals del segle XX. Barcelona, la Busca edicions, 81-108.
- 2006 Mundialització, interculturalitat i multilingüisme Palma: Lleonard Muntaner. (Premi La lupa d'or de la Asociación de Sociolingüistas de Lengua Catalana)

### Discografía
Con Uc
- 1974: Cançons d'Eivissa
- 1976: En aquesta illa tan pobra
- 1979: Una ala sobre el mar

Con Falsterbo Marí
- 2000: Salta un ocell
- 2002: Cor de crom

En solitario
- 2006: Ansa per ansa
- 2013: Serà molt fort - 14 versiones de Bob Dylan